# Agrupación Deportiva Super Sego
La Agrupación Deportiva Super Sego fou un club de futbol sala espanyol de la ciutat de Saragossa. Jugava els seus partits al Pavelló Príncipe Felipe.
Va ser fundat l'any 1983. Va tenir una gran actuació a la LNFS que li van permetre guanyar una lliga i una copa durant la dècada de 1990. En finalitzar la temporada 1996-97, començaren els problemes econòmics en el club, provocant impagaments. A meitat de la temporada 1997-98 el club fou desqualificat de la competició en no presentar-se en dos partits. Després de la seva desaparició, el Sala 10 Zaragoza esdevingué principal club de la ciutat.
Evolució del nom:
- 1983: Ria de Arosa
- 1989: Super Sego Bomberos
- 1990: Super Sego Caretto
- 1991: Sego Zaragoza
- 1993: Pinturas Lepanto
- 1996: Sego Zaragoza

## Palmarès
- Lliga espanyola de futbol sala masculina:
  - 1994-95
- Copa espanyola de futbol sala masculina:
  - 1992-93
- Supercopa espanyola de futbol sala masculina:
  - 1993-94